# San Aggelos S'agapisa
San Aggelos S'agapisa é uma canção do cantor Christos Mylordos. Ele representou o Chipre no Festival Eurovisão da Canção 2011 na segunda semi-final, terminando em 18º lugar com 16 pontos, não conseguindo passar á final.

## Letra
A letra menciona o facto de, quando temos saudades de uma pessoa que nos deixou, tentamos procurá-la mas nunca conseguimos.